# Aeroporto Internazionale di Guadalajara

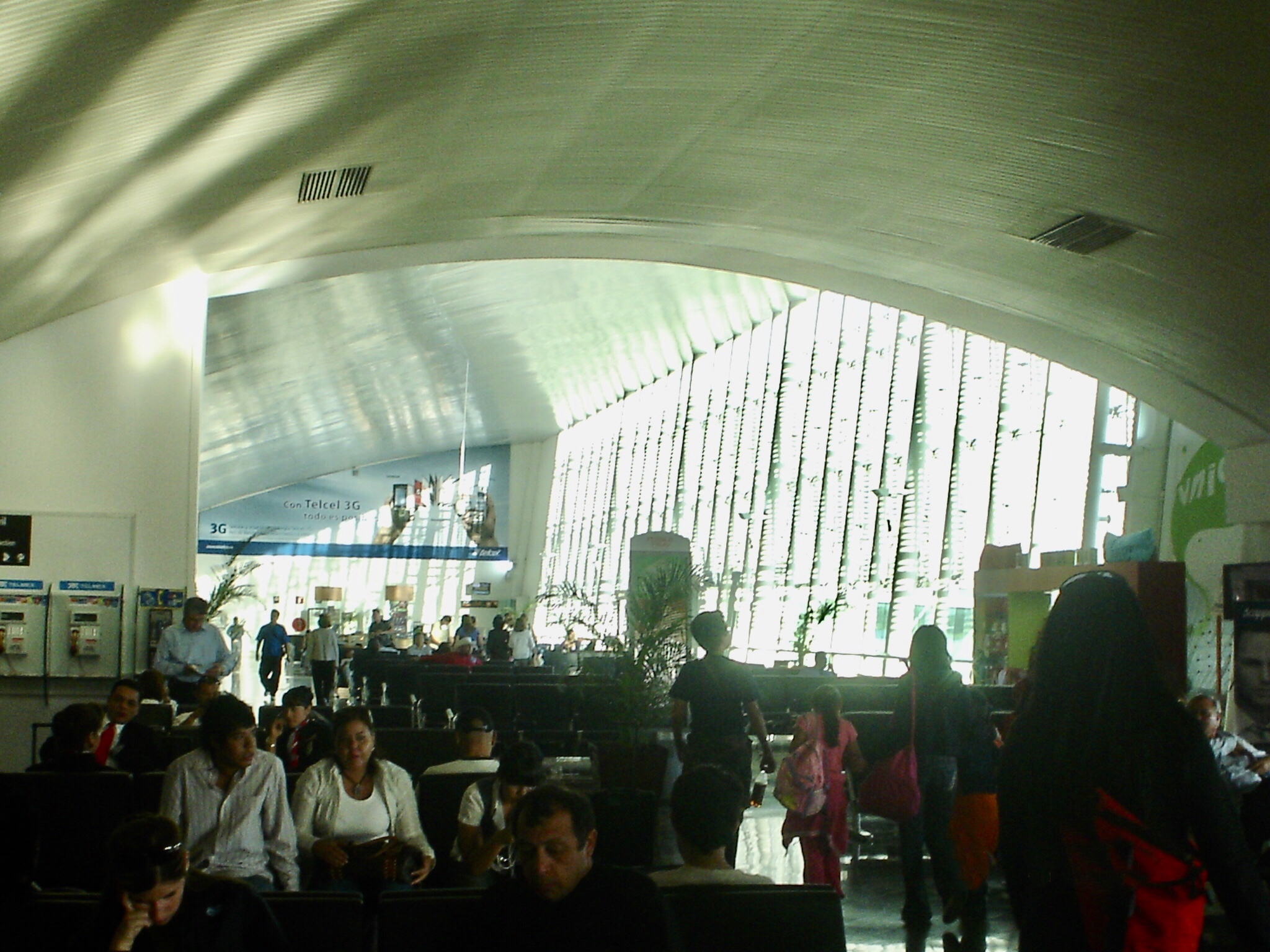
Gate in area A

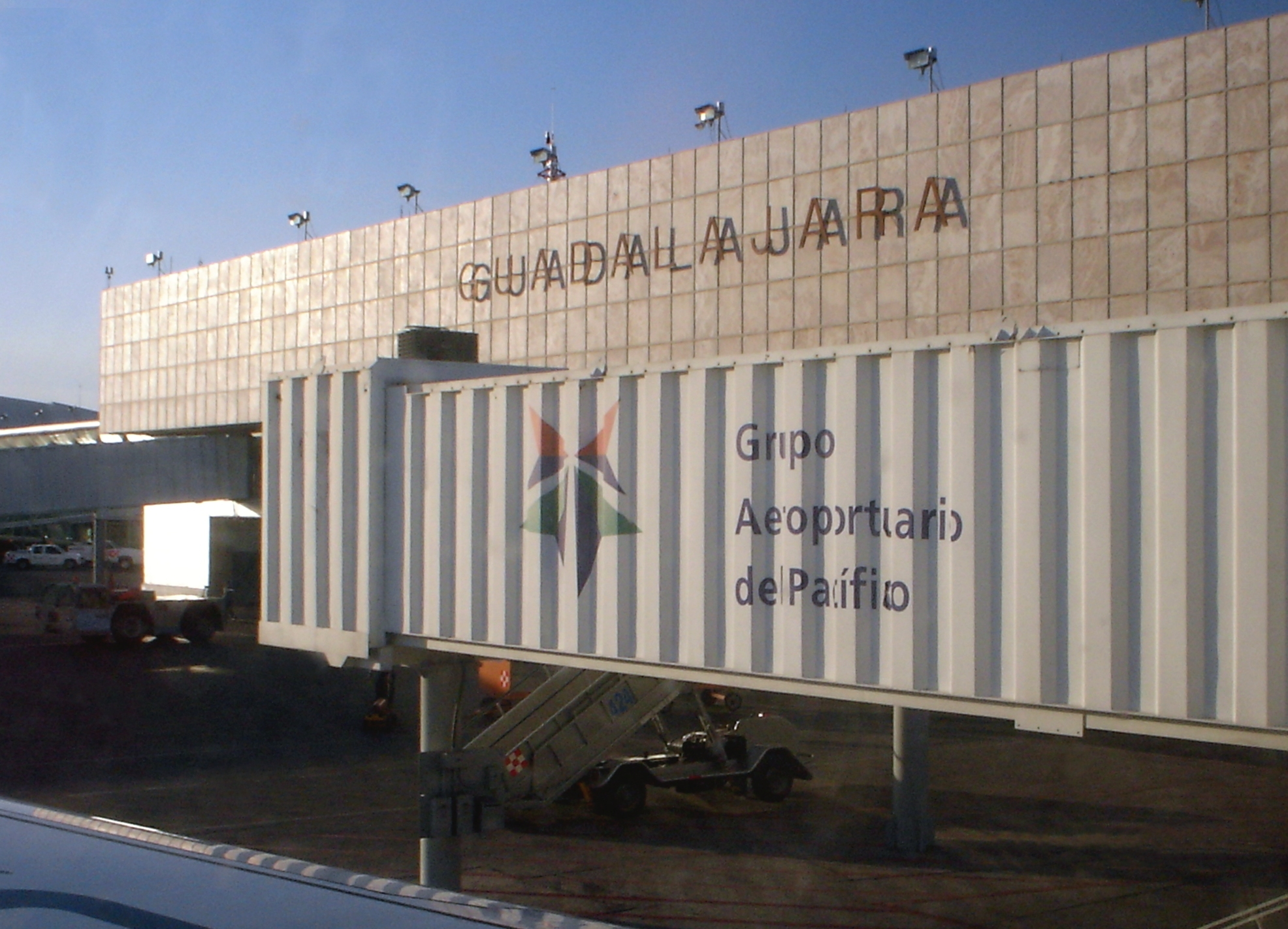
Air bridge

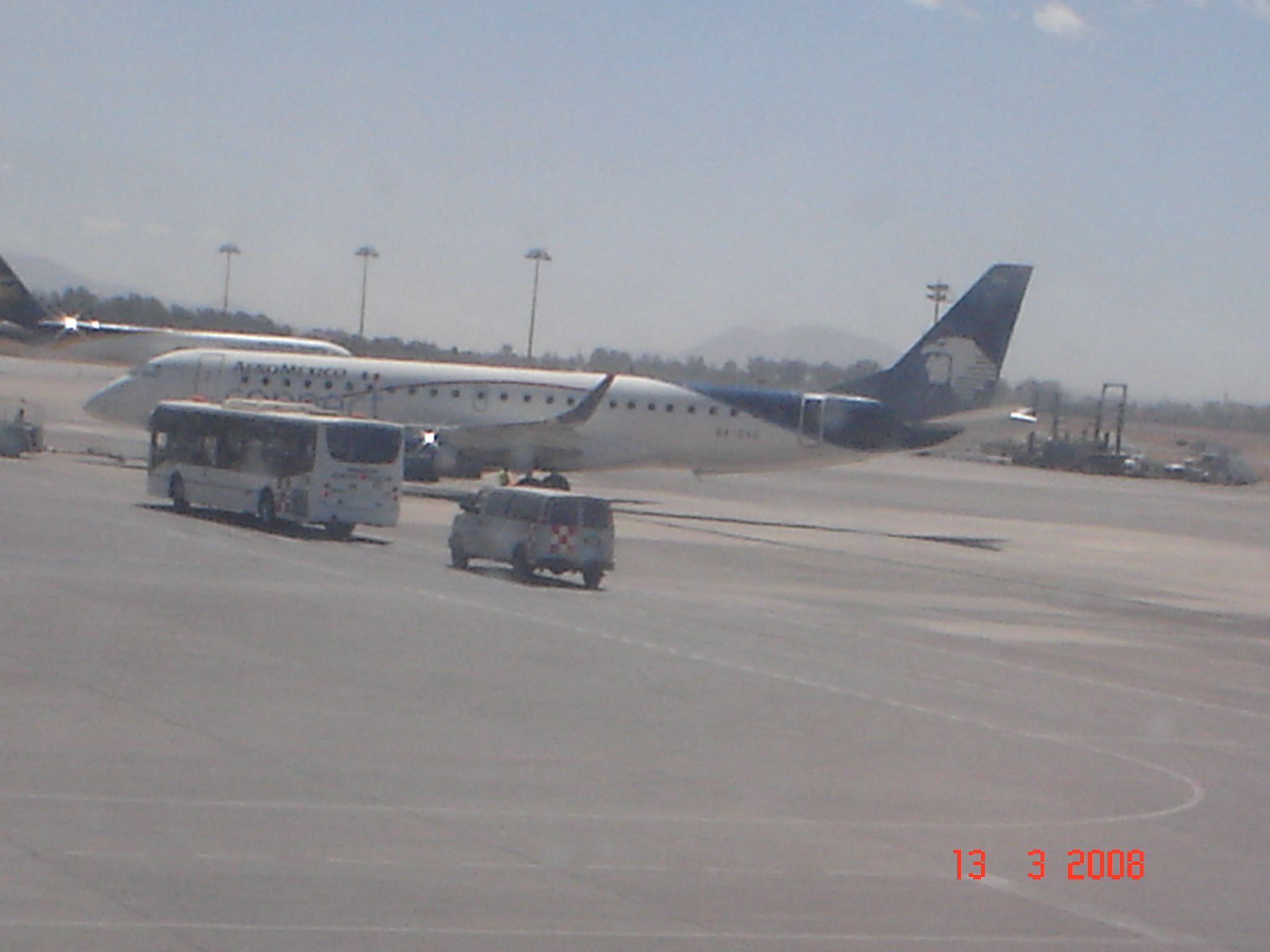
Piazzale dell'aeroporto

L'Aeroporto Internazionale di Guadalajara (chiamato anche Aeroporto Internazionale Don Miguel Hidalgo y Costilla) è un aeroporto situato a 16 km dal centro di Guadalajara, nel Messico.